# 牛ヘルペスウイルス5型
牛ヘルペスウイルス5型(Bovine herpesvirus 5)とはアルファヘルペスウイルス亜科バリセロウイルス属の1種。牛ヘルペスウイルス5型は髄膜脳炎を引き起こす。